# 罗特佐
罗特佐（義大利語：Rotzo），是意大利威尼托大区维琴察省的一个市镇。它位于七大市高原的西端，南接 Val d'Assa，西接 Val d'Astico。总面积28平方公里，人口623人，人口密度22.3人/平方公里（2009年）。国家统计（ISTAT）代码为024089。

## 名称的由来
罗特佐从 1175 年开始以 Rozo、Rocium、Rotio、Rotium 的形式出现。它可能源自 rozzo，这是维琴察方言中的一个术语，意思是“房屋群”（来自拉丁语 roteus “封闭的地方”）;与一些人的说法相反，它与日耳曼工作人员 Rozzo 无关，因为它早于 Cimbri 的定居。

## 纪念碑和名胜古迹

### 圣格特鲁德教区教堂
第一次提到圣格特鲁德教堂是在 Ezzelino III da Romano（1250 年）购买财产的公证契约中。1297 年的教皇什一税是一份有趣的文件，它传记了当时帕多瓦教区的组织，回忆说它是卡尔特拉诺教区的附属地，并且一直持续到 16 世纪。
它于 1763 年在重建结束时被祝圣，并于 1795 年被任命为大祭司，在第一次世界大战期间被夷为平地。现在的建筑是新哥特式风格的，于 1938 年奉献。里面只有最近的作品：朱塞佩·明卡托 （Giuseppe Mincato） 的圣格特鲁德 （Saint Gertrude） 在 Rotzo 教堂施舍的画布（1928 年）和安东尼奥·索兰佐 （Antonio Soranzo） 的长老会壁画，上面有父上帝的祝福（1937 年）。

### 圣玛格丽特教堂
关于献给安条克圣玛格丽塔的教堂的信息，今天是隶属于罗佐教区的礼拜堂，只能在 1488 年的官方文件中找到，那一年是巴罗齐主教牧灵访问的那一年。然而，传统上可以追溯到 10 世纪，这可能使其成为高原上最古老的教堂。
有一个古老的青铜钟，可追溯到 1439 年。在第二次世界大战期间，它被带到奥地利，但由于认识到其历史价值，它没有被合并并带回原来的位置。

### 考古遗址
Bostel 遗址，发现了一个可追溯到第二个铁器时代的山村，被扩建为考古公园

### 自然区域
- Pach 瀑布，可从具有挑战性的 Ledge Trail 到达;

Alta Kugela（或 Alta Kuvala），自 Pre史前时代以来牧羊人就使用的岩石下的避难所，沿着 CAI 802 小径;
- Altar Knotto，壁架上的一块特殊岩石，以前是 Alta Kugela 附近的 Cimbrian 礼拜场所，沿着 CAI 802 小径;
- Punta Altaburg （1293 m a.s.l.），一座在辛布里亚语中被称为“老城堡”或“老村庄”的山峰[17]，可能表明该地点存在古代定居点;阿尔塔堡的特点是在顶部放置了一个十字架，可能是为了将异教场所“基督教化”;它位于 CAI 802 路径沿线。